# 돤치루이
돤치루이(중국어 정체자: 段祺瑞, 병음: Duàn Qíruì, 1865년 3월 6일 ~ 1936년 11월 2일)는 중화민국의 군벌이자, 정치가이다. 그는 1916년부터 1920년까지 중화민국의 최고 권력자였으며, 중화민국의 국무총리와 임시집정을 역임하였다.
독일에서 군사학을 공부했다. 1911년 신해혁명 뒤에는 위안스카이 총통 밑에서 육군총장이 되었다. 1916년 위안스카이가 죽은 뒤 총리가 되어 정권을 장악했다. 1917년 그는 독일에 선전포고를 하면서 일본의 지원을 받아들여 일본의 중국 진출을 허용했다. 1919년 5월 4일, 돤치루이 정부의 친일적 행보에 항의하는 반일 운동이 베이징에서 일어나 전국을 휩쓸었다.(5.4 운동) 1920년 7월에 그의 군대가 다른 군벌들에 패해 정치 일선에서 쫓겨났다.

## 경력
안휘성 출신으로 증국번(曾國藩)과 이홍장(李鴻章)이 지휘하던 회군(淮軍)에서 복무했던 단종문(段從文)과 그의 아내 범씨(范氏)의 아들로 태어났다. 1885년 북양무비학당(北洋武備學堂)에 입학하여 포병과를 전공하였다. 1889년 해외유학생으로 선발되어 2년간 독일 제국에서 유학하였다. 중국에 돌아와서 위안스카이(袁世凱)가 지휘하던 북양군(北洋軍)에 들어갔고, 톈진에서 병사들을 지휘감독하였다. 이 때, 위안의 심복이 되었으며, 펑궈장(馮國璋), 왕스천과 함께 "북양삼걸(北洋三杰)"로 불렸다.
중화민국의 건립 직후, 돤은 육군총장이 되었고, 1913년 국무총리대리가 되었다. 그리하여 위안스카이 타도를 위한 혁명운동을 진압하였다. 이후 후베이성(湖北省)과 허난성(河南省)의 도독(都督)을 대리하였다.
위안스카이가 황제를 칭하자 잠시 은거하였으나, 위안 정부가 호국군에게 타도되자 다시 복귀하였다. 위안이 죽은 다음 돤은 이른바 북양정권을 세웠다. 돤의 일파를 소위 "환계(皖系)" 군벌이라고 한다.
1917년 국무총리 재직시, 제1차 세계대전 참전을 둘러싸고 총통(總統)이었던 리위안훙(黎元洪)과 소위 "부원지쟁(府院之爭)"이라는 권력투쟁을 벌였다. 이때 세력공백을 이용하여 복고파 군벌인 장쉰(張勳)이 청조의 선통제(宣統帝)를 복위하는 소동을 벌였으나, 20일 후에 돤에게 진압되었다. 돤치루이 정권이 국회와 임시 약법을 폐기하려고 하자, 쑨원은 이에 반대하며 호법운동을 펼칠 것을 주장했다.(1917년 7월)
펑궈장이 총통에 재직하고 있을 때, 국민당이 지배하고 있던 중국의 남북분열을 해결하기 위한 문제를 둘러싸고 돤과 펑은 대립하여 다시 제2차 "부원지쟁"이 일어났다. 1918년 펑의 임기가 만료되자, 중화민국의 제2대 국회는 쉬스창을 총통으로 선출하였다.
그리하여 돤과 펑은 공동으로 하야할 것을 약속하고, 돤은 자신의 국회를 지배하고 있던 북양군벌파인 안푸계(安福系)의 지지를 얻어 정권의 막후조종역을 계속 하였다. 1920년 7월 돤의 파벌인 환계 군벌과 우페이푸, 차오쿤의 직계 군벌이 싸운 직환 전쟁에서 패배한 후 텐진으로 은퇴하였다.
1924년 펑위샹이 베이징에서 쿠데타를 일으켜 부정선거로 당선된 직계군벌의 수괴 차오쿤을 치고 돤에게 복귀하여 북양정부의 임시집정에 취임할 것을 요청하였다. 1926년 학생의 애국시위를 유혈진압한 3.18 사태의 책임자로 알려져 있으나, 사실은 이것은 펑위샹이 막후에서 지휘한 것이다. 4월 펑위샹에 의해 다시 권력에서 축출되었고, 다시 톈진의 일본 조계로 망명하여 불교에 심취했다.
만주사변 이후 일본인과 교류를 끊었고 1933년 상하이로 이주했다. 1935년 국민정부위원에 임명되었으나, 취임하지 않았다. 1936년 11월 상하이에서 사망하였고, 완안 공동묘지에 안장되었다.

## 역대 선거 결과
| 선거명      | 직책명          | 대수 | 정당      | 1차 득표율 | 1차 득표수 | 2차 득표율 | 2차 득표수 | 3차 득표율 | 3차 득표수 | 결과 | 당락 |
| ----------- | --------------- | ---- | --------- | ---------- | ---------- | ---------- | ---------- | ---------- | ---------- | ---- | ---- |
| 1916년 선거 | 중화민국 부총통 | 2대  | 무소속    | -%         | 6표        |            |            |            |            | 7위  | 낙선 |
| 1918년 선거 | 중화민국 대총통 | 2대  | 환계 군벌 | 1.15%      | 5표        |            |            |            |            | 2위  | 낙선 |

## 대중 문화
돤치루이를 연기한 배우는 다음과 같다.
- 정룽 - 1986년, 영화 《직봉대전》
- 마룬 - 2003년, CCTV 드라마 《주향공화》
- 다이즈웨이 - 2009년, TVB 드라마 《차이어와 샤오펑셴》
- 자오번산 - 2011년, 영화 《건당위업》

## 같이 보기
- 군벌 시대
- 환계군벌
- 중화민국의 역사